# Алви, Рашид
Раши́д А́лви (англ. Raashid Alvi, род. 15 апреля 1956, Чандпур, Уттар-Прадеш, Индия) — индийский политик, член Индийского национального конгресса, депутат Раджья сабхи (2004—2012), где представлял штат Андхра-Прадеш. В 1999—2004 годах был депутатом Лок сабхи XIII созыва. С 1995 года — генеральный секретарь партии «Джаната дал». По профессии — адвокат.